# Wisconsin Death Trip
Wisconsin Death Trip je kniha amerického spisovatele Michaela Lesyho poprvé vydaná v roce 1973. Kniha je založena na sérii fotografií z konce devatenáctého století z oblasti okolí města Black River Falls v americkém státě Wisconsin. Britský režisér James Marsh v roce 2000 natočil stejnojmenný černobílý film inspirovaný touto knihou. Americká skupina Static-X podle této knihy pojmenovala své debutové album.